# Żółty paszport
Żółty paszport – (niem. Der Gelbe Schein) – niemiecki dramat filmowy z 1918 roku. Przeróbka polskiego filmu "Czarna książeczka" z 1915 w reżyserii Aleksandra Hertza.

## Opis fabuły
Lea, młoda dziewczyna, mieszka w żydowskiej dzielnicy Warszawy z chorym ojcem. Lubi czytać, chce studiować medycynę, aby pomóc swojemu choremu ojcu. Wkrótce jej ojciec umiera, a jej opiekun, Ossip Storki, jest wezwany do pracy jako gubernator. Kiedy przyjeżdża do Petersburga, dowiaduje się, że może pracować tylko w usługach seksualnych posiadając "żółty paszport", w przeciwnym razie grozi jej więzienie. Uzyskuje żółty paszport i zaczyna pracować w domu publicznym. Po znalezieniu dokumentów Sophie, zmarłej siostry opiekuna w jego książce, Lea zostaje przyjęta na studia z jej papierami. Tak zaczyna się jej nieszczęśliwe życie studiowania przez dzień i pracy w domu publicznym w nocy. Kolega o imieniu Dymitr zakochuje się w niej, jednocześnie jest zdruzgotany, gdy dowiaduje się o podwójnym życiu Lei. Lea uświadamia sobie, że będzie to koniec jej kariery studenckiej i próbuje popełnić samobójstwo.
Dymitr idzie do ich profesora, Piotra Żukowskiego, aby powiedzieć mu o podwójnym życiu Lei. Prof. Żukowski następnie rozmyśla nad własnym życiem, przypomina, że 19 lat wcześniej spłodził nieślubne dziecko ze studentką o imieniu Lydia. Nie wie, co stało się z Lydią i jej dzieckiem. Tymczasem Storki, były opiekun Lei dowiaduje się, że jego zmarła siostra rzekomo otrzymała złoty medal za studia na Uniwersytecie w Petersburgu. Storki jest nieufny i prosi o urlop od pracy w celu zbadania sprawy. Spotkanie Storki i prof. Żukowskiego pokazuje, że Lea jest w rzeczywistości córką profesora. Następnego dnia Lea zostaje zabrana do Uniwersytetu na operację. Profesor zdaje sprawę, że to jest Lea, jego córka, którą ocalił od śmierci. Operacja kończy się powodzeniem, a Lea odzyskuje zdrowie, z ojcem i Dymitrem u boku.

## Główne role
- Pola Negri - Lea
- Harry Liedtke - Dymitr
- Victor Janson - Opiekun Ossip Storki
- Adolf E. Licho - Profesor Żukowski
- Werner Bernhardt - Astanow
- Guido Herzfeld - Schaleem Raab
- Margarete Kupfer - właścicielka sali
- Marga Lindt - Vera

## Dodatkowe informacje
- Film został nakręcony w okupowanej przez Niemców Warszawie.
- Film był zakazany w III Rzeszy z uwagi na przedstawianie Żydów w pozytywnym świetle.
- Kopia filmu została odnaleziona w latach 90. Fragment filmu znajdował się w archiwum w Amsterdamie, a inny fragment został odnaleziony w Moskwie.